# Voronwë
Voronwë Aranwion is een personage uit Midden-aarde in de fictieve geschiedenis van de wereld door J.R.R. Tolkien. Hij was een zeeman van Gondolin. Zijn naam komt uit de taal Quenya. Voronwë wordt ook als eretitel gebruikt zoals bij Mardil Voronwë.

## Geschiedenis

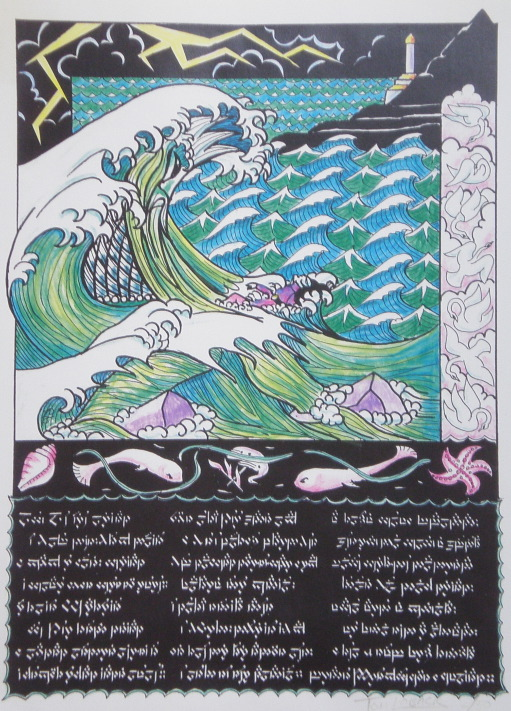
Voronwë wordt gered door Ulmo

Voronwë werd door koning Turgon gestuurd om om een doorgang te zoeken in Aman en een beroep te doen op de Valar voor steun tegen Morgoth. Hij scheepte in op het laatste schip dat Círdan had gebouwd. Zelfs na zeven jaar varen bereikten ze de landen in het Westen niet. Toen probeerde de bemanning  terug te keren naar Midden-Aarde. Op het moment dat er land in zicht was raakte het schip in een storm en alle bemanningsleden verdronken. Alleen Voronwë werd gered door Ulmo en spoelde aan in Nevrast, waar hij Tuor ontmoette. Voronwë leidde Tuor naar Gondolin.